# Arcul de Triumf

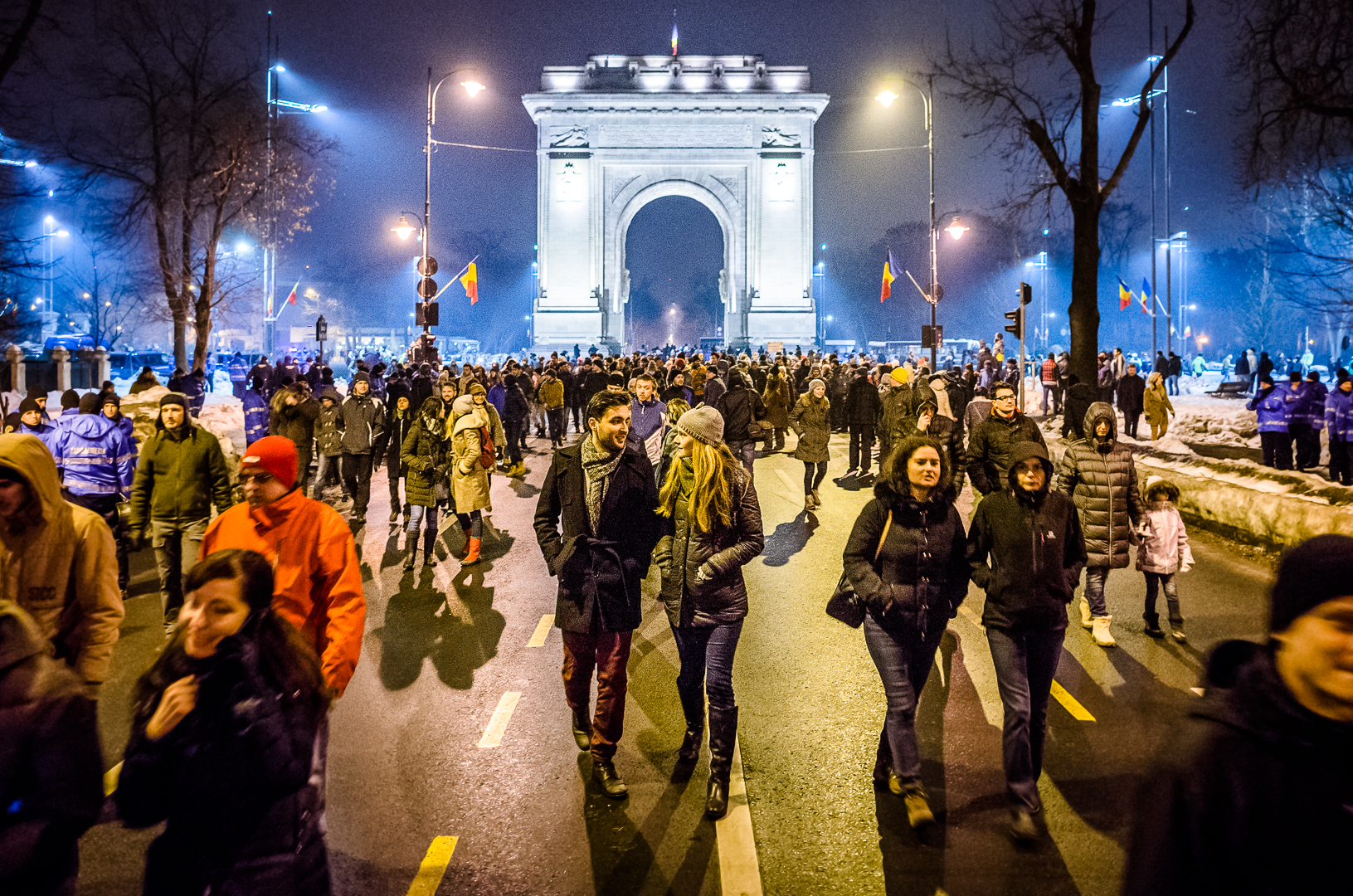
De Arcul de Triumf tijdens een protest

Arcul de Triumf is een triomfboog in het noordwesten van Boekarest, gelegen aan de Kiseleffweg.
De eerste, houten triomfboog werd gebouwd nadat Roemenië in 1878 zijn onafhankelijkheid kreeg, zodat de overwinnende troepen eronderdoor konden marcheren. Nog een andere triomfboog werd op dezelfde plek gebouwd in 1922, maar deze werd in 1935 al met de grond gelijk gemaakt om plaats te maken voor de huidige.
De bouw van de huidige triomfboog werd al voltooid in september 1936. De Arcul de Triumf heeft een hoogte van 27 m en werd ontworpen door architect Petre Antonescu. De sculpturen die de Arcul de Triumf versieren zijn gemaakt door beroemde Roemeense beeldhouwers, onder wie Ion Jalea en Dimitrie Paciurea.